# Эджуорт, Фрэнсис Исидро
Фрэнсис Исидор Эджуорт (англ. Francis Ysidro Edgeworth, 8 февраля 1845 — 13 февраля 1926) — ирландский британский экономист и статистик, внук изобретателя и политика Ричарда Эджуорта.
В 1869 окончил Баллиол-колледж в Оксфорде. С 1888 профессор политической экономии в Лондонском королевском колледже, в 1891—1922 работал в Оксфорде. В 1891—1926 редактор «Economic Journal» (с 1911 вместе с Дж. М. Кейнсом).
Был сторонником идеи прогрессивного налогообложения, мотивируя его убывающей предельной полезностью доходов. В честь него названы ящик Эджуорта и налоговый парадокс Эджуорта.
Входит в число ста великих экономистов до Кейнса по версии Марка Блауга.

## Библиография

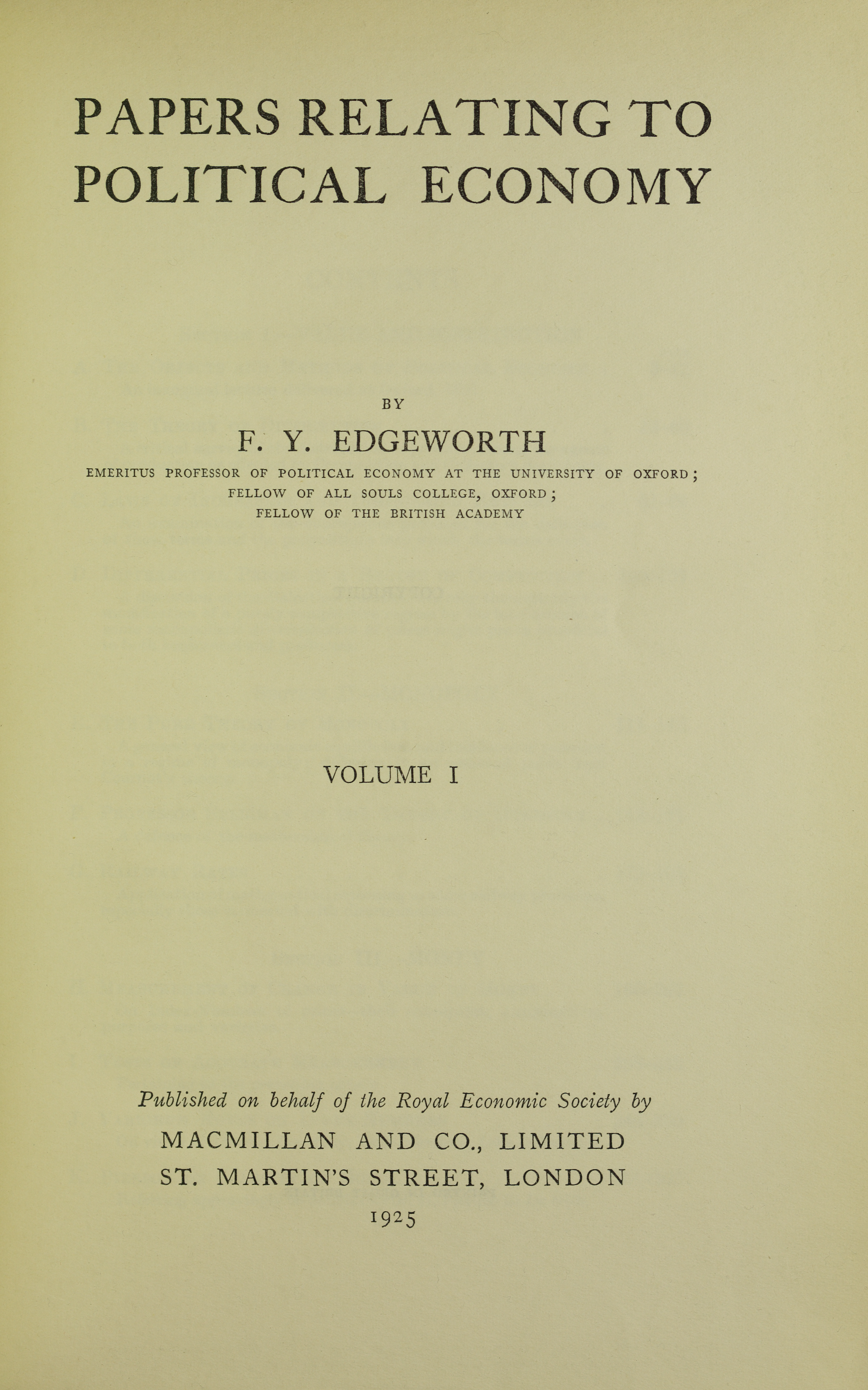
Papers relating to political economy, 1925